# 岡本英士
岡本 英士（おかもと えいじ、1971年 - ）は、フジテレビジョン美術制作局美術センターに所属するCGデザイナー・ディレクター。奈良県出身。美術大学を卒業後、1993年にフジテレビ入社。バラエティ番組から情報番組まで幅広くCG制作を手掛ける。

## 主な担当番組

### 現在
- めざましテレビ
- 最強運芸能人決定戦。
- VS嵐
- IPPON GRAND PRIX
- バイキング

### 過去
- フライヤーTV
- ろくでなし
- ウゴウゴルーガ
- 森田一義アワー 笑っていいとも!
- 中居正広のボクらはみんな生きている
- おすピー&ロンブーの起きなさいよッ!!
- オリキュン
- Dのゲキジョー ～運命のジャッジ～
- SMAP×SMAP
- ライオンのごきげんよう
- クイズ!ヘキサゴンII
- 独占!金曜日の告白
- FNS27時間テレビ・FNSの日
  - FNS26時間テレビ 国民的なおもしろさ!史上最大!!真夏のクイズ祭り 26時間ぶっ通しスペシャル
  - FNS27時間テレビ みんな“なまか”だっ!ウッキー!ハッピー!西遊記!
- FNS5000番組10万人総出演 がんばった大賞

ほか多数。

## 同期
- 奥寺健
- 関戸めぐみ
- 濱田典子
- 平松あゆみ